# Bàsquet Club Andorra
Il Bàsquet Club Andorra è una squadra di pallacanestro della città di Andorra la Vella. Fondata nel 1970 con il nome di Club de Baloncesto Les Escaldes, denominazione che cambiò l'anno successivo con l'attuale. Negli anni '70 disputò i campionati minori della Catalogna. A metà anni ottanta riuscì ad accedere ai campionati spagnoli. Passo dopo passo riuscì ad ottenere la promozione nel 1992 nella Liga ACB. Andorra riuscì a restare per quattro anni nella massima serie, ma per problemi economici dovette ridiscendere nelle categorie inferiori. Nel 2008 risalì in Liga LEB. Dal 2014/2015 milita nuovamente nella massima serie spagnola, e dal 2017 grazie ai buoni risultati ottenuti partecipa regolarmente all'Eurocup, dove ha raggiunto due volte la semifinale.

## Roster 2021-2022
Aggiornato all'11 ottobre 2021.
|    | Naz.                                           | Ruolo | Sportivo             | Anno | Alt. | Peso | Note |
| -- | ---------------------------------------------- | ----- | -------------------- | ---- | ---- | ---- | ---- |
| 0  | Stati Uniti (bandiera)                         | P     | Codi Miller-McIntyre | 1994 | 191  | 93   |      |
| 1  | Rep. Dominicana (bandiera) · Spagna (bandiera) | AG    | Tyson Pérez          | 1996 | 202  |      |      |
| 3  | Spagna (bandiera)                              | AP    | Oriol Paulí          | 1994 | 201  | 84   |      |
| 7  | Sierra Leone (bandiera)                        | C     | Babatunde Olumuyiwa  | 1992 | 203  | 100  |      |
| 9  | Spagna (bandiera)                              | AG    | Nacho Llovet         | 1991 | 202  | 102  |      |
| 11 | Stati Uniti (bandiera) · Senegal (bandiera)    | P     | Clevin Hannah        | 1987 | 178  | 71   |      |
| 12 | Francia (bandiera)                             | AG    | Amine Noua           | 1997 | 202  | 89   |      |
| 15 | Serbia (bandiera) · Croazia (bandiera)         | AP    | Mario Nakić          | 2001 | 202  | 99   |      |
| 17 | Spagna (bandiera)                              | P     | Sergi García         | 1997 | 193  | 82   |      |
| 21 | Senegal (bandiera) · Spagna (bandiera)         | C     | Moussa Diagne        | 1994 | 211  | 103  |      |
| 22 | Stati Uniti (bandiera)                         | GA    | Drew Crawford        | 1990 | 196  | 95   |      |
| 24 | Andorra (bandiera) · Spagna (bandiera)         | PG    | Guillem Colom        | 1991 | 195  | 88   |      |
| 25 | Rep. Ceca (bandiera) · Spagna (bandiera)       | G     | David Jelínek        | 1990 | 195  | 90   |      |
| 45 | Canada (bandiera) · Irlanda (bandiera)         | AG    | Conor Morgan         | 1994 | 206  | 102  |      |
| 77 | Spagna (bandiera)                              | C     | Víctor Arteaga       | 1992 | 212  | 97   |      |
|    | Israele (bandiera) · Polonia (bandiera)        | P     | Gal Mekel            | 1988 | 191  | 87   |      |

### Staff tecnico
| Allenatore: | David Eudal  |
| Assistenti: | Paco Vázquez |

## Palmarès
- Liga LEB Oro: 2

2013-2014, 2022-2023
- Copa Príncipe de Asturias: 1

2014
- Liga catalana: 2

2018, 2020